# Pericambala orientalis
Pericambala orientalis är en mångfotingart som beskrevs av Filippo Silvestri 1909. Pericambala orientalis ingår i släktet Pericambala och familjen Pericambalidae. Inga underarter finns listade i Catalogue of Life.